# PGC 28373
LEDA/PGC 28373 ist eine Balken-Spiralgalaxie vom Hubble-Typ SBcd im Sternbild Hydra südlich der Ekliptik, die schätzungsweise 157 Millionen Lichtjahre von der Milchstraße entfernt ist. Gemeinsam mit fünf weiteren Galaxien bildet sie die NGC 3091-Gruppe (LGG 186).